# Фёбус, Филипп
Филипп Фёбус (нем. Philipp Phoebus; 23 мая 1804, Меркиш-Фридланд, Западная Пруссия — 1 июля 1880, Гиссен, Германия) — немецкий врач и фармаколог.

## Биография
Был сыном доктора медицинских наук Людвига Фёбуса и Генриетты Вульф
Филипп Фёбус учился в гимназии Серого монастыря в Берлине (Gymnasium zum Grauen Kloster). Именно там, под руководством известного ботаника Юлиуса Рацебурга и физика Эрнста Готтфрида Фишера, он открыл для себя естественные науки. В 1821 году, после окончания гимназии он поступил в Берлинский Университет для изучения медицины. Однако, из-за дуэли, 2 года провёл в крепости, в заключении. В 1827 году Фёбус получил степень кандидата наук за диссертацию: «Animadversiones in normas cranioscopicas Camperianam et imprimis Duverianam».
В 1828 Филипп отправился в научную командировку в южную Германию, Париж, Страсбург, Швейцарию и Северную Италию. В Вюрцбурге он несколько месяцев изучал анатомию у известного патологоанатома Карла Гейзингера (1792—1883) и клиническую медицину у Иоганна Лукаса Шёнлейна (1793—1864), первого немецкого профессора, который стал читать лекции на немецком языке вместо латыни. В Париже он продолжил обучение медициной у врача Пьера-Шарля Александра Луи (1787—1872).
В 1831 году Фёбус вернулся в Берлин и поступил на только что созданный пост прозектора (помощника профессора анатомии) в клинику Шарите (Charité), но там он не нашёл поддержки в своих научных изысканиях, поссорился с ведущими врачами и через 16 месяцев ушёл в отставку.
В 1832 Фёбус защитил докторскую диссертацию (габилитацию) «De concrementis venarum osseis et calculosis» став приват-доцентом нормальной и патологической анатомии в Берлине. Одновременно он обращается к фармакологии, и особенно, к пренебрегаемой до того времени рецептуре. На основе информации, собранной во время амбулаторной деятельности Фёбус стал проводить Рецептурные курсы, для которых он написал в 1831 краткий «Specielle ärztliche Receptirkunst oder Inbegriff…» . В 1833 Фёбус опубликовывал патологоанатомическое исследование о холере «Ueber den Leichenbefund bei der asiatischen Cholera».
В 1835—1843 Фёбус продолжил свою медицинскую практику в качестве врача у графов Штольбергов в Штольберге и Нордхаузене (Гарц). Тем не менее, он сохранил своё положение приват-доцента на медицинском факультете в Берлине. В Штольберге Фёбус занимался фармакологическими, токсикологическими и естественнонаучными исследованиями. В этот период он опубликовал ряд научных работ, в том числе статей по биологии и геологии, завершил свой «Receptirkunst».
В 1843 году Фёбус женился на Иоганне Марие Генриетте (1820—1893), дочери Иоганна Готтлиба Теодора Бергнера, суконщика из Нордхаузена и в этом же году он был назначен профессором в Гиссенский университет. В нём Фёбус основал первый немецкий Институт фармакологии. Этим институтом он руководил до 1865 года, когда был вынужден уйти на пенсию по состоянию здоровья. Вместе с преподавательской деятельностью Фёбус разрабатывал методику изучения медицинских, фармакологических и естественнонаучных предметов, писал статьи для различных медицинских журналов. В Гиссене он вступил в масонскую ложу «Ludewig zur Treue».
Тяжёлая болезнь заставила Фёбуса отправиться в путешествие на юг Франции, во время поездки он собрал материал по фармакодинамике, опубликованный в 1864 году: «Die Delondre-Bouchardat’schen China-Rinden». После возвращения в Гиссен, здоровье Фёбуса настолько ухудшилось, что он был вынужден в 1865 году обратиться к правительству, с просьбой освободить его от службы.
В конце жизни Фёбус принимал активное участие в реформе аптечного дела. Также он занялся осуществлением вынашиваемой им долгое время идеей создания международной европейской фармакопеи. Для этой цели он наладил контакт с выдающимися врачами и фармацевтами всех крупных европейских стран, приложив немалые усилия и пожертвовав всем для достижения желанного результата. Тем не менее, в 1878 году дальновидный проект провалился и был реализован только в 20 веке. Фёбус не смог преодолеть возникших трудностей и с крушением надежд истаяла и его жизненная сила.
Он умер 1 июля 1880, после длительной и тяжёлой болезни.
После него осталась фармакологическая коллекция занимающая 8 шкафов в двух больших комнатах, сначала в его частной квартире, а затем в здании почты.

## Профессиональная деятельность
Фёбус уделял огромное значение научной квалификации фармацевтов, а также выступал за обучение и трудоустройство женщин, как помощниц в аптеках. Его высоко ценили как пионера в исследовании аллергии. При Фёбусе фармакология стала основой терапии. Под влиянием физиологических концепций Карла-Густава Митчерлиха (1805—1871), французской школы Франсуа Мажанди (1783—1855) и терапевтических принципов Иоганна Лукаса Шёнлейна Фёбус наблюдал трансдермальный способ действия определённых лекарственных веществ. Он преобразовывал традиционный «медицинский материал» в фармакодинамический, на основе науки, которая привела к созданию современной фармакологии, позже основанной как независимый медико-биологический предмет Рудольфом Бухгеймом (1820—1879) совместно с его учеником Освальдом Шмидебергом.

## Признание заслуг
Фёбус являлся почётным доктором Гиссена (1849); членом многочисленных иностранных научных обществ, в том числе Германской академии естествоиспытателей «Леопольдина» (1833), Московского общества испытателей природы, Прусской королевской академии общеполезных наук (Эрфурт), Королевского Баварского ботанического общества (Регенсбург); рыцарем Большого ордена за заслуги; почётным гражданином Штольберга (1849).

## Труды
1. «Animadversiones nonnullae in normas cranioscopicas, camperianam imprimis et durerianam». Dissertatio inaug., 1827.
2. «Specielle ärztliche Receptirkunst oder Inbegriff der beim Verordnen der einzelnen pharmaceutischen Arzneimittel zu beobachtenden Regeln in alphabetischer Ordnung : Nebst einer Receptsammlung und einigen anderen Zugaben für die Praxis» («Специальный медицинский рецептурник или воплощение правил, которые должны соблюдаться при предписывании отдельных фармацевтических лекарств»), 1831.
3. «Ueber den Leichenbefund bei der asiatischen Cholera» («О результате обследования трупа при азиатской холере»), 1833.
4. «Kurze Anleitung zur ersten Hülfeleistung bei akuten Vergiftungen» («Краткое руководство к оказанию первой помощи при острых отравлениях» 1836, 3-е издание, 1840).
5. «Deutschlands kryptogamische Giftgewächse» («Нецветковые ядовитые растения Германии» была издана Ф. Ф. Брандтом и Ю. Т. К. Рацебургом как второй том издания «Abbildung und Beschreibung der in Deutschland wildwachsenden und in Gärten … Giftgewächse…» («Дикие и садовые ядовитые растения Германии в иллюстрациях и описаниях…», изд. 1838).
6. «Handbuch der Arzneiverordnungslehre» («Справочник по теории регулирования лекарственных средств» в 2-х томах, Vol. 1 1839, Vol. 2 1840, переведён на голландский язык в 1841 году).
7. «Ueber die Naturwissenschaften als Gegenstand des Unterrichts, des Studiums und der Prüfung angehender Aerzte» («О естественных науках как предмете преподавания, изучения и проверки начинающих врачей»), 1849.
8. «Die wichtigsten Regeln der Arzeneiverordnungslehre» («Наиболее важные правила теории регулирования лекарственных средств»), 1850.
9. «Die Deutsche Stenographie: Von P. Phoebus» // Deutsche Vierteljahrs Schrift. Okt. — Dec. 1855, N Issue 72. — C. 136—175.
10. «Zur Vereinfachung der Arznei-Verordnungen : Gratulationsschrift zur Feier des fünfzigjährigen Bestehens der Kaiserlichen Societät der Naturforscher zu Moskau» («К упрощению лекарственных назначений: Письмо-поздравление к празднованию 50-летия существования Императорского общества натуралистов в Москве»), 1856.
11. «Ueber die pharmakodynamischen Aequivalente der Mineralwässer» («О фармакодинамических эквивалентах минеральной воды»), 1859.
12. «Der typische Frühsommer-Katarrh oder das sogenannte Heufieber, Heuasthma» («Типичный ранний летний катар или так называемая сенная лихорадка, сенная астма»), 1862.
13. «Die Delondre-Bouchardat’schen China-Rinden», 1864.
14. «Bemerkungen über der heutigen Lebensverhältnisse der Pharmacie» («Замечания об условиях жизни сегодняшней аптеки», 1871) позже изданная под названием: «Beiträgen zur Würdigung der heutigen Lebensverhältnisse der Pharmacie» («Вклад в оценку условий жизни сегодняшней аптеки», 1873).